# Guntersblum
Guntersblum település Németországban, Rajna-vidék-Pfalz tartományban. Lakosainak száma 4028 fő (2023. december 31.).

## Népesség
A település népességének változása:
| Lakosok száma | 3026 | 3866 | 3857 | 3924 | 3977 | 4028 |
|               | 1975 | 2017 | 2019 | 2021 | 2022 | 2023 |